# RK NEXE Našice
Il Rukometni Klub NEXE Našice è una squadra di pallamano maschile croata con sede a Našice. 15 volte vicecampione nazionale e 5 volte finalista della Coppa di Croazia, dopo il Rukometni Klub Zagreb, è per importanza la seconda squadra del panorama pallamanistico croato.

## Palmarès

### Competizioni nazionali
Campionato croato:
- 15x (2008/09-2018/19, 2020/21, 2021/22, 2022/23, 2023/24)
- 1x (2007/08)

 Coppa di Croazia:
- 5x (2015, 2017, 2018, 2021, 2022)

### Competizioni internazionali
EHF European League
- 2021/22 Final Four